# Les Pêcheurs de perles
Versions successives
- 1863 : Théâtre-Lyrique
- 1893 : Opéra-Comique

Personnages
- Leïla, prêtresse de Brahma (soprano)
- Nadir, pêcheur et ami de Zurga (ténor)
- Zurga, pêcheur et chef du village (baryton)
- Nourabad, grand-prêtre de Brahma (basse)

Airs
- no 2 Duo « C'est toi qu'enfin je revois » - Zurga, Nadir (acte I)
- no 4 Romance de Nadir « Je crois entendre encore » (acte I)
- no 5 Air et chœur « Ô dieu Brahmâ » - Nadir, Leïla et chœur (acte I)
- no 7 Cavatine « Me voilà seule dans la nuit » -  Leïla (acte II)
- no 8 Chanson « De mon amie, fleur endormie » - Nadir, Leïla (acte II)
- no 12 Duo « Je frémis, je chancelle » -  Leïla, Zurga (acte III)

Les Pêcheurs de perles est un opéra en trois actes de Georges Bizet sur un livret d'Eugène Cormon et Michel Carré, créé le 30 septembre 1863 au Théâtre-Lyrique (18 représentations). Il a été repris dans une nouvelle version après la mort du compositeur en 1893 à l’Opéra-Comique.
Situé dans l'île de Ceylan, le livret raconte comment le vœu d'amitié éternelle de deux hommes est menacé par leur amour pour la même femme, elle-même prise entre son amour pour le pêcheur Nadir et son vœu de prêtresse.

## Historique

### Contexte

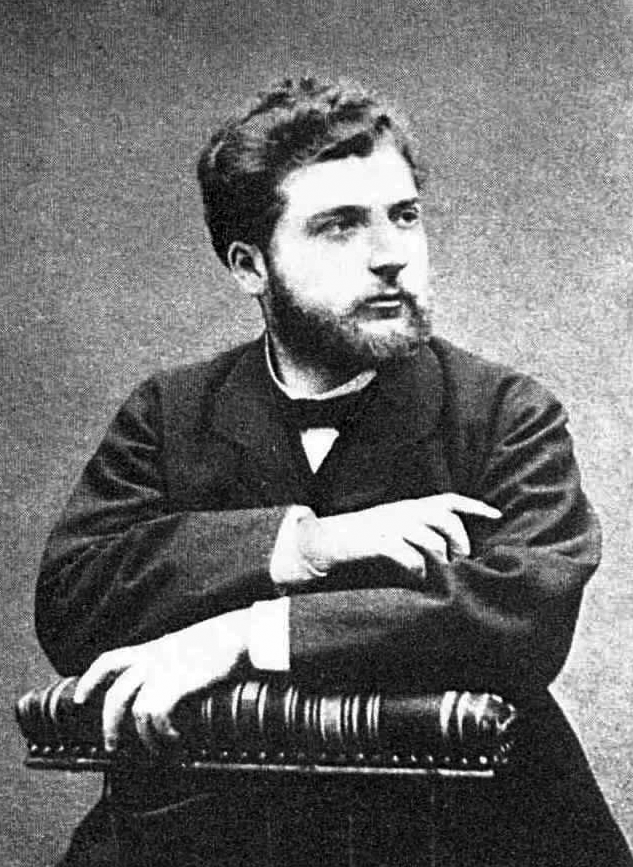
Georges Bizet en 1860, au début de sa carrière en tant que compositeur d'opéra.

En 1857, à l'âge de dix-neuf ans, Bizet remporte le Grand Prix de Rome de composition musicale avec sa cantate Clovis et Clotilde, récompensé par un séjour de trois ans à la Villa Médicis. Pendant son séjour à l'Académie de France à Rome, il effectue les « envois » ordinaires :
- Don Procopio (1858-59), opéra-bouffe en deux actes sur un livret de Carlo Cambiaggio ;
- un Scherzo (1860-61), inclus plus tard dans sa symphonie Roma ;
- une Marche funèbre (1860-61), qui sera réutilisée dans les Pêcheurs de perles ;
- une ouverture, La Chasse d'Ossian (1861), aujourd'hui perdue.

La mauvaise réception accordée en 1858 à son Te Deum le convainc que son avenir est dans le théâtre musical plutôt que dans la musique sacrée. Il ébauche plusieurs œuvres, mais aucun de ces projets ne porte ses fruits.
De retour à Paris, Bizet découvre les difficultés auxquelles doit faire face un jeune compositeur, relativement inconnu, pour faire jouer ses opéras. Des deux théâtres lyriques officiels, l'Opéra de Paris et l'Opéra-Comique, le premier offre en effet un répertoire dans lequel les compositeurs étrangers, en particulier Rossini et Meyerbeer, dominent. Même les compositeurs français établis comme Gounod ont du mal à s'y faire représenter,. Bien que davantage d’œuvres françaises soient jouées à l'Opéra-Comique, le style et le caractère de la plupart des productions n'avaient guère changé depuis les années 1830. Cependant, une des conditions des subventions que l’État versait à l'institution étant la production ponctuelle des œuvres en un acte des lauréats du prix de Rome, Bizet réussit à placer son opéra-comique La Guzla de l'émir, dont le livret de Jules Barbier et Michel Carré avait été initialement proposé à Louis-Aimé Maillart. Il est mis en répétition début 1862 mais le succès de Lalla-Roukh de Félicien David repousse la création.
C'est par l'entremise de Barbier et Carré, librettistes attitrés de Gounod (Le Médecin malgré lui, Faust, La Colombe et La Reine de Saba), que Bizet est approché par Léon Carvalho, directeur du Théâtre-Lyrique. Celui-ci s'est vu offrir une rente annuelle de cent mille francs par l'ancien ministre des Beaux-Arts, le comte Walewski, à la condition que chaque année il produise un nouvel opéra en trois actes d'un lauréat du prix de Rome.
Carvalho, sentant le potentiel de Bizet, lui offre le livret des Pêcheurs de perles, une histoire exotique se déroulant à Ceylan. Voyant de son côté l'occasion d'un véritable succès théâtral, Bizet accepte la commande. Du fait que Walewski restreignait sa subvention aux compositeurs dont les œuvres n'avaient pas encore été jouées, Bizet retire La Guzla de l'Opéra-Comique.

### Livret et composition

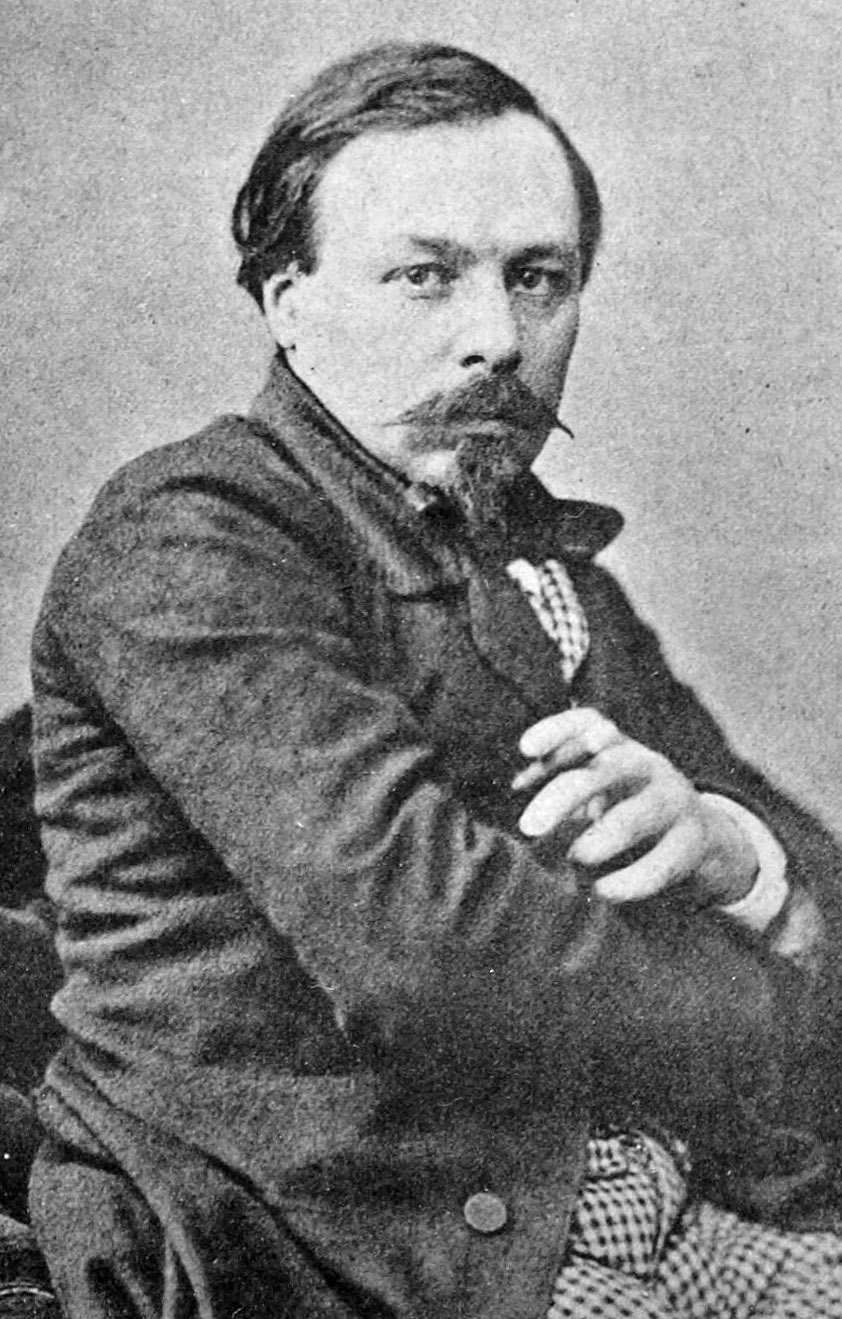
Michel Carré, coauteur du livret avec Eugène Cormon

Si Michel Carré est déjà un dramaturge reconnu, Eugène Cormon n'en est pas non plus à son coup d'essai : auteur prolifique de livrets et de pièces de théâtre, habituellement en collaboration, son plus grand succès étant à ce jour Les Dragons de Villars (1856), écrit avec Lockroy et mis en musique par Maillart. Ensemble, Cormon et Carré ont également écrit plusieurs livrets dont un pour Maillart sur un thème similaire aux Pêcheurs de perles, Les Pêcheurs de Catane, qui avait été représenté en 1860 au Théâtre-Lyrique.
Ils prévoient de situer leur nouvelle histoire à Mexico avant de la déplacer à Ceylan. Selon l'avis de plusieurs critiques, le livret des Pêcheurs de perles est de piètre qualité. La faiblesse de l'intrigue, comme l'observe le biographe de Bizet Winton Dean, est due au fait qu'elle repose sur une coïncidence peu probable (Leïla montre in extremis le collier qui prouve à Zurga que c'est elle qui lui a sauvé la vie autrefois) et aucun effort réel n’est fait pour apporter vie aux personnages : « Ce sont les sopranos, ténors, etc. réglementaires… avec le visage noirci,. » Mina Curtiss juge le texte « banal et imitateur[pas clair] ». Donal Henahan (en) du New York Times écrit en 1986 que le livret « se classe parmi les plus effroyablement ineptes du genre,. » Les auteurs eux-mêmes reconnaissent ses lacunes : Cormon dira plus tard que s'ils avaient eu conscience de la qualité de compositeur de Bizet, ils auraient fait plus d'efforts. Quant à Carré, insatisfait par la faiblesse du dénouement, il multiplia à tel point les changements que Carvalho, exaspéré, lui suggéra de brûler tout bonnement le livret (cette plaisanterie aurait inspiré à Carré l'embrasement final pour couvrir la fuite de Leila et Nadir).
La proposition de Carvalho étant intervenue en avril pour une première prévue mi-septembre, Bizet compose rapidement avec, selon Curtiss, « une ténacité et une concentration qui lui étaient plutôt étrangères lors de sa période romaine,. » Il ne part cependant pas de zéro : l'hiver précédent, il avait travaillé à un opéra, Ivan IV, avec la promesse (non tenue) qu'il serait joué à Baden-Baden. Bizet en recycle plusieurs passages dans les Pêcheurs : le prélude, la mélodie de Zurga « Et nul ne doit la voir » et le duo du troisième acte « Ô lumière sainte ». Outre la reprise de la Marche funèbre, le chœur « Brahma, divin Brahma » est tiré du Te Deum, l'air de Leïla « Ô courageuse enfant » de la cantate Clovis et Clotilde et le chœur « Ah chante, chante encore » de Don Procopio. Il est aussi probable que la musique composée pour La Guzla de l'émir ait trouvé sa place dans la partition du nouvel opéra qui fut terminé début août.
Le livret continue à être modifié tout au long du processus de création, répétitions comprises ; le chœur « L'ombre descend » est ainsi ajouté à la demande de Bizet et d'autres morceaux sont raccourcis ou coupés

### Création et accueil
L'ouvrage est créé le 30 septembre 1863. Malgré une bonne réception du public, les critiques sont plutôt hostiles et méprisantes, à l'exception d'Hector Berlioz qui note dans le Journal des Débats du 8 octobre 1863 « un nombre considérable de beaux morceaux expressifs pleins de feux et d'un riche coloris ». Il est représenté dix-huit fois et ne sera pas rejoué du vivant de Bizet.
À partir de 1886, il est repris régulièrement en Europe et aux États-Unis avant qu'une nouvelle version ne soit créée le 21 avril 1893 à l’Opéra-Comique. La partition autographe étant perdue, l'œuvre se joua longtemps dans des versions modifiées avant que des efforts de reconstruction ne soient entrepris à partir des années 1970 pour la remettre en conformité avec les intentions de Bizet.
Les critiques modernes ont également révisé leur jugement : malgré la qualité « inégale » et parfois « sans originalité » de la musique, elles reconnaissent une « œuvre prometteuse dans laquelle le don de Bizet pour la mélodie et l'instrumentation évocatrice sont évidentes »[réf. nécessaire]. On y trouve entre autres des préfigurations claires du génie du compositeur qui culminera dix années plus tard dans Carmen.

## Distribution de la création
| Rôles                                       | Théâtre-Lyrique (1863) Chef d'orchestre : Adolphe Deloffre | Opéra-Comique (1893) |
| ------------------------------------------- | ---------------------------------------------------------- | -------------------- |
| Leïla, prêtresse de Brahma (soprano)        | Léontine de Maësen                                         | Emma Calvé           |
| Nadir, pêcheur et ami de Zurga (ténor)      | François Morini                                            | Delmas               |
| Zurga, pêcheur et chef du village (baryton) | Jean-Vital Jammes dit Ismaël                               | Soulacroix           |
| Nourabad, grand-prêtre de Brahma (basse)    | Prosper Guyot                                              | Challet              |

## Argument (version originale de 1863)

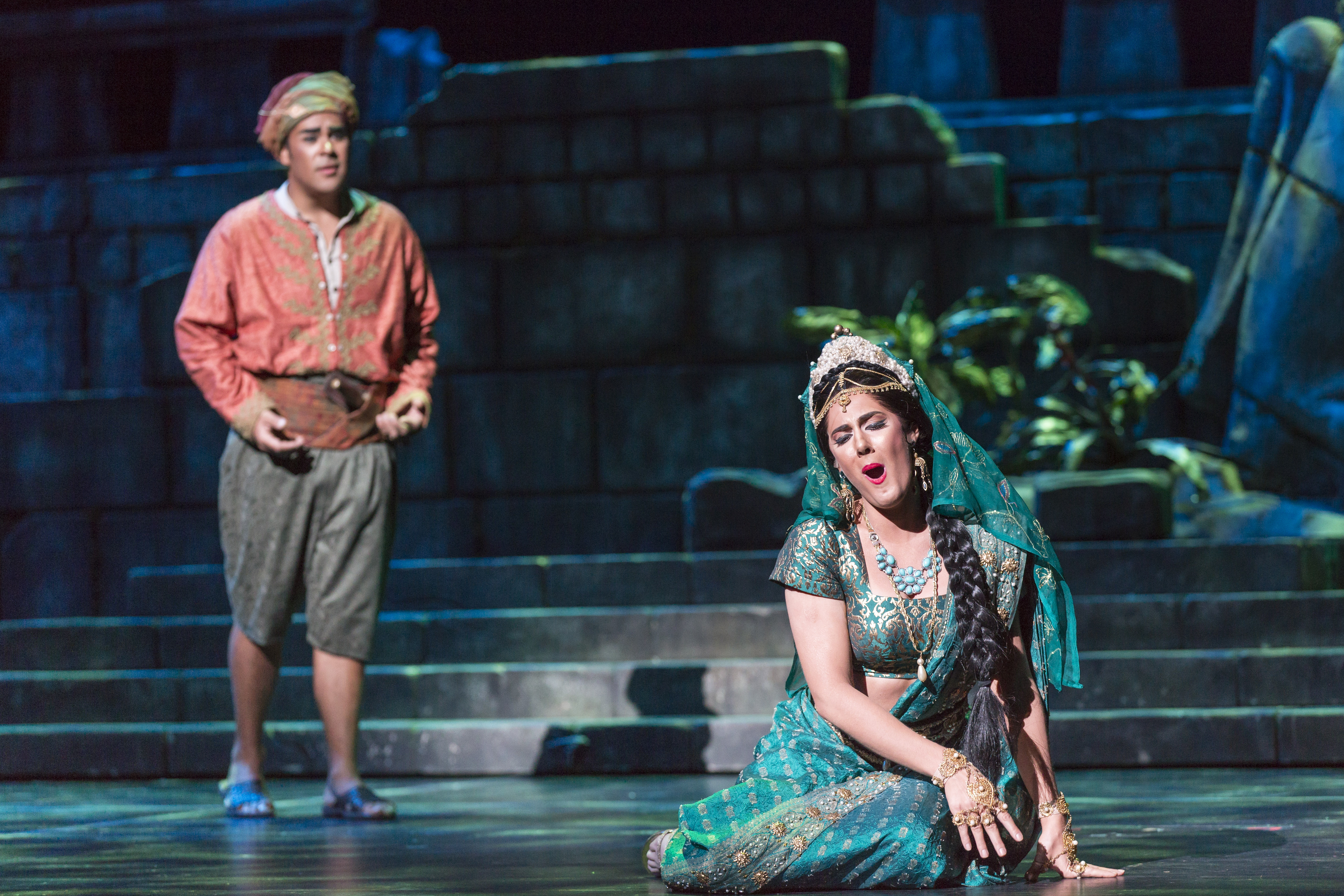
Répétition en costume des Pêcheurs de perles, Florida Grand Opera, février 2015

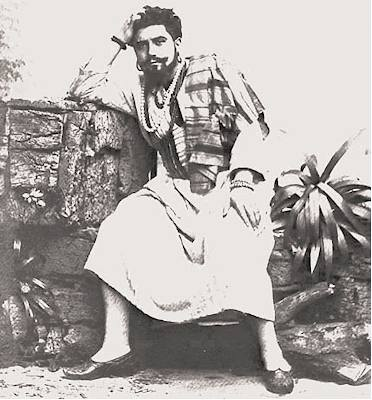
Maurice Renaud dans le rôle de Zurga (vers 1900)

### Acte I
Sur une plage de Ceylan, les pêcheurs de perles achèvent de monter leur tente. La fête rituelle qui précède la période de pêche bat son plein. Les pêcheurs accomplissent chants et danses afin de chasser les mauvais esprits, puis élisent pour chef Zurga. Nadir, ami de jeunesse de Zurga, rejoint alors le groupe. Tous deux évoquent le souvenir de Leïla, prêtresse de Kandy dont ils étaient tous deux amoureux. Afin de préserver leur amitié, ils avaient prononcé le vœu de renoncer à cet amour ; vœu qu'ils décident de réitérer.
Une pirogue approche alors du rivage avec, à bord, Leïla - la prêtresse dont le chant doit protéger le village et les pêcheurs de la colère des flots - et le  grand-prêtre Nourabad. En action de grâces pour ses prières, la prêtresse recevra la plus belle perle. Devant Zurga, elle réitère ses vœux de chasteté et promet de ne jamais quitter le voile qui la cache, la violation de ce serment en serait cruellement punie. La cérémonie se termine. Leïla gravit le sentier jusqu'au temple, suivie du grand-prêtre Nourabad. Du haut du rocher, elle chante ses paroles sacrées. Nadir reconnaît sa voix et décide de la rejoindre.

### Acte II
Dans les ruines d'un temple indien, Leïla se repose. Le grand prêtre Nourabad lui rappelle ses engagements. Pour prouver sa loyauté, la jeune femme lui raconte comment elle a autrefois risqué sa vie pour sauver un étranger. En échange, il lui avait offert un collier qu'elle a gardé.
Restée seule, la prêtresse chante son amour pour Nadir et le bonheur de le revoir ; la voix de celui-ci vient alors se mêler à la sienne. Mais Nourabad les découvre et les dénonce à Zurga et aux pêcheurs. Pas de pitié pour les amants sacrilèges : Zurga, pris de jalousie, les condamne à mort. Une tempête se lève, les pêcheurs, terrorisés, sont persuadés qu'il s'agit de la vengeance de la mer offensée.

### Acte III
Premier tableau: Seul, dans sa tente, Zurga médite sur ce qu'il vient de faire. Il est rongé par la culpabilité. Leïla vient alors se jeter à ses pieds, en le suppliant d'épargner Nadir, offrant sa vie en échange. Mais l'amour qu'elle éprouve pour Nadir ne fait qu'augmenter la jalousie et la colère de Zurga. Voyant son heure venir, Leïla confie son collier à Zurga et lui demande qu'il le porte à sa mère après sa mort. Zurga identifie immédiatement le gage confié autrefois à celle qui lui avait sauvé la vie. Reconnaissant, il décide alors de sauver les deux amants en leur permettant la fuite.
Deuxième tableau: L'exécution se prépare, le bûcher est dressé au pied de la statue de Brahma. Soudain une lueur rouge envahit l'horizon. Pour faire diversion et éloigner les pêcheurs qui attendent l'exécution des deux traîtres, Zurga a mis le feu au village. Il apporte lui-même la terrible nouvelle : le village brûle. Les villageois partent en désordre, Zurga brise les chaînes des condamnés, Leïla et Nadir prennent la fuite en le remerciant. Zurga reste seul face à son village dévasté et son amour perdu.

## Numéros musicaux

### Version de 1893

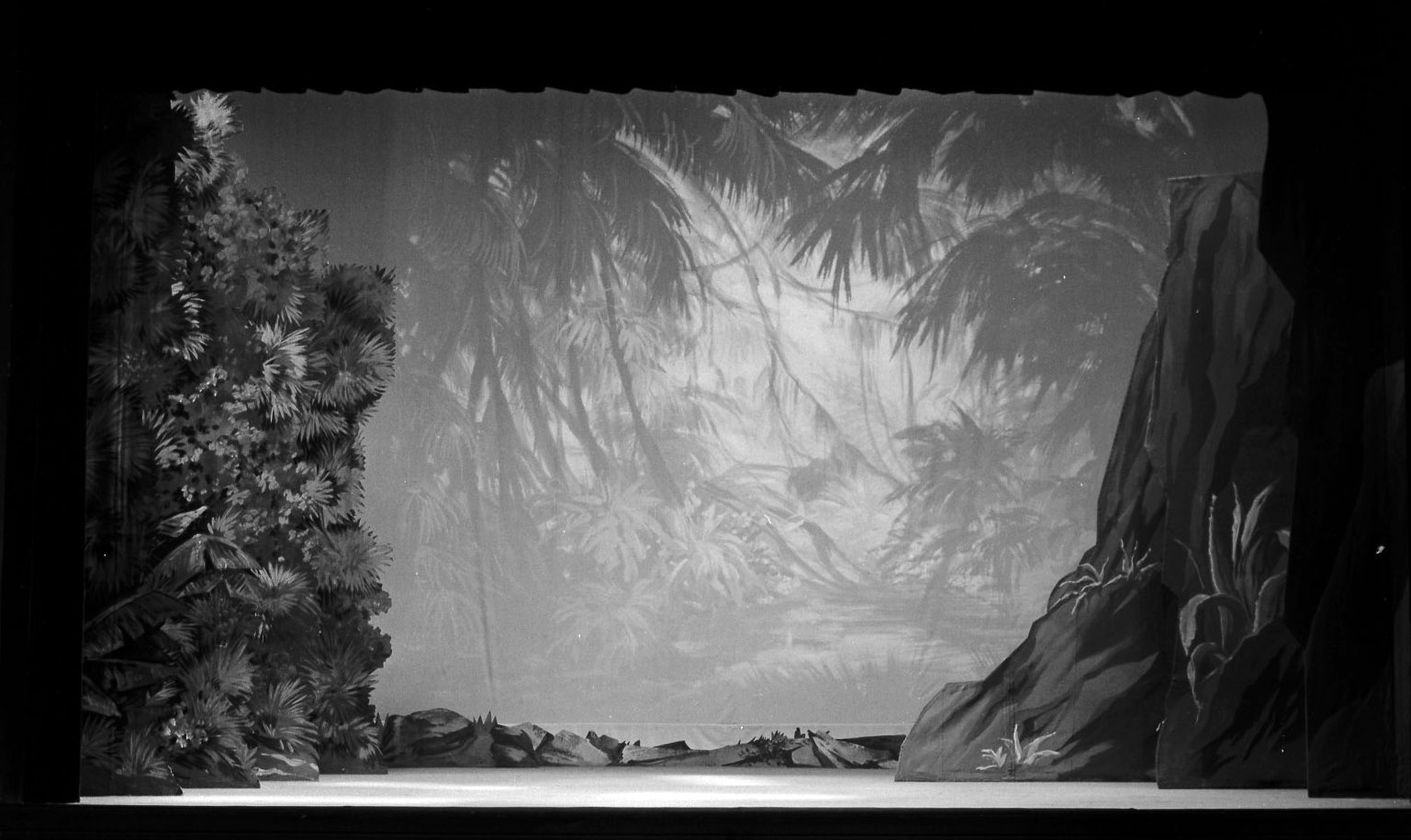
Décor de l'acte I, Théâtre du Capitole de Toulouse, 1968

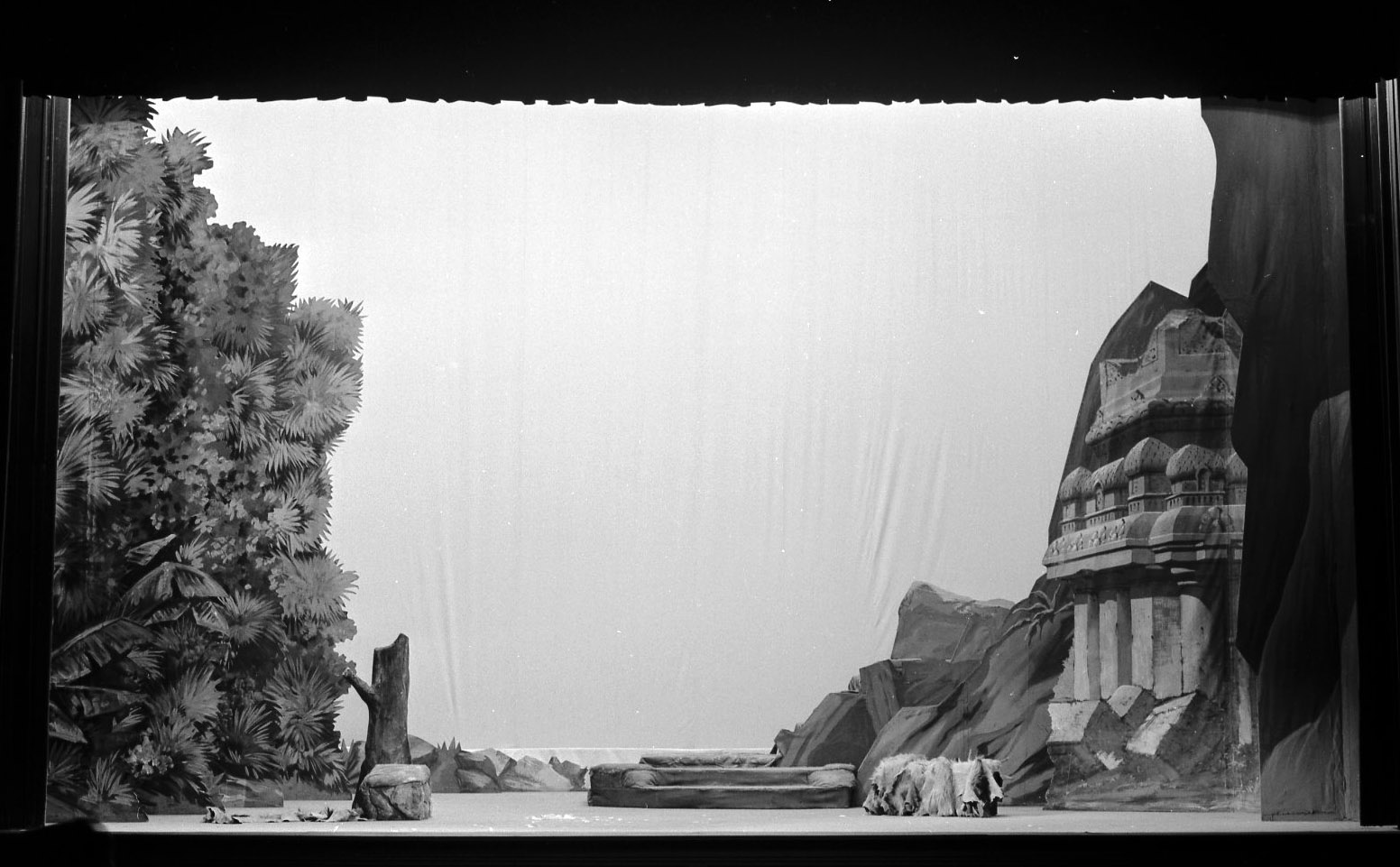
Décor de l'acte II, Théâtre du Capitole de Toulouse, 1968

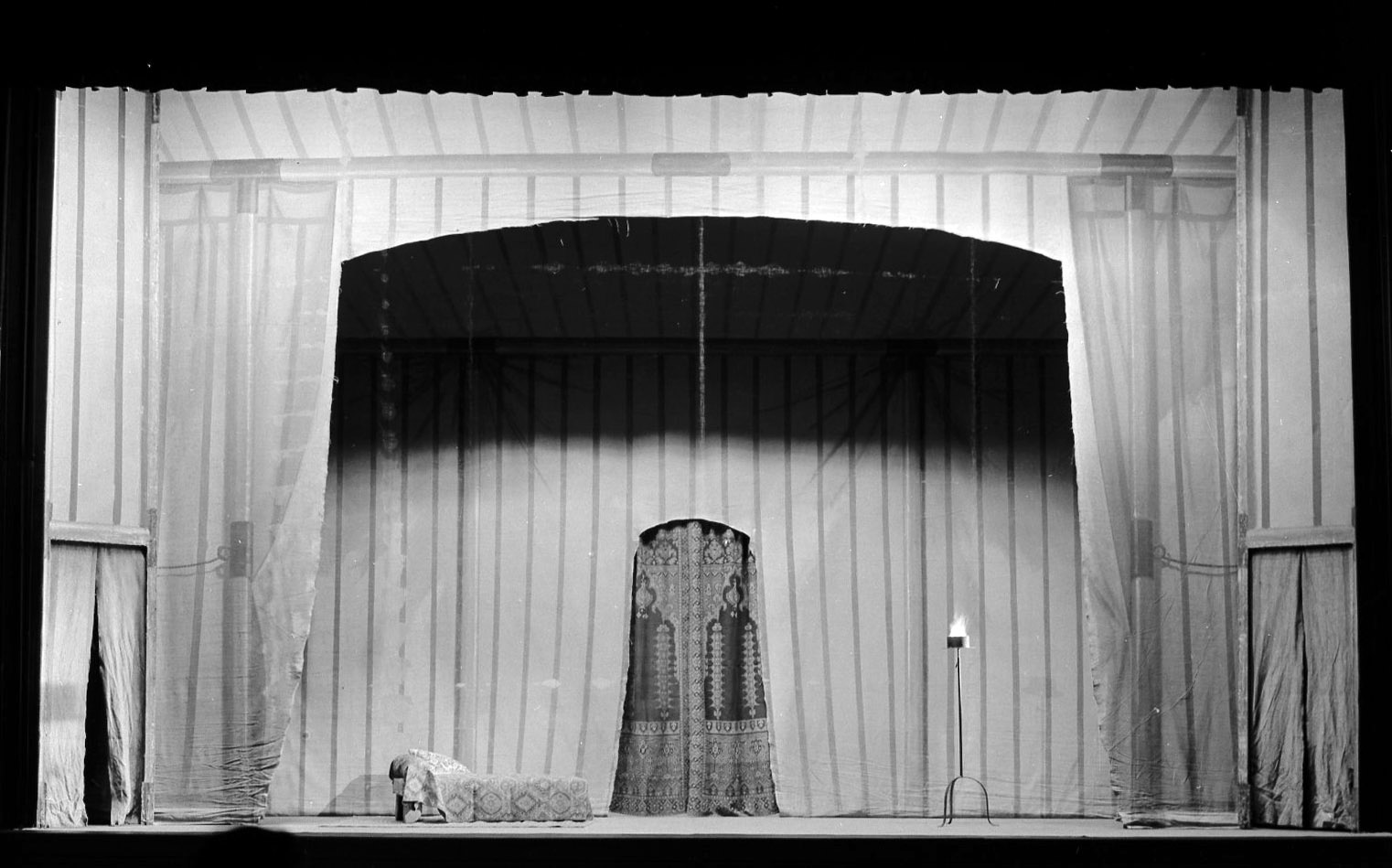
Décor de l'acte III, Théâtre du Capitole de Toulouse, 1968

- Prélude

Acte IUne place sur l'île de Ceylan
- no 1 - Chœur « Sur la grève en feu »

Scène et chœur « Amis, interrompez vos danses » (Nadir, Zurga)
Récit et reprise du chœur dansé « Demeure parmi nous, Nadir » (Nadir, Zurga)
- no 2 - Récit « C'est toi, toi qu'enfin je revois » (Nadir, Zurga)

Duo « Au fond du temple saint » (Nadir, Zurga)
- no 3 - Récit « Que vois-je ? » (Nadir, Zurga)

Chœur « Sois la bienvenue »
Scène et chœur « Seule au milieu de nous » (Leïla, Nadir, Zurga, Nourabad)
- no 4 - Récit « À cette voix » (Nadir)

Romance « Je crois entendre encore » (Nadir)
- no 5 - Scène et chœur « Le ciel est bleu » (Nadir, Nourabad)

Air et chœur « Ô Dieu Brahma ! » (Leïla)
Acte IILes ruines d'un temple indien
- no 6 - Entr'acte, scène et chœur « L'ombre descend des cieux » (Leïla, Nourabad)
- no 7 - Récit et cavatine « Me voilà seule dans la nuit » (Leïla)
- no 8 - Chanson « De mon amie » (Leïla, Nadir)
- no 9 - Duo « Leïla ! Dieu puissant » (Leïla, Nadir)
- no 10 - Final « Ah ! revenez à la raison » (tous)

Acte III
1er tableauUne tente indienne
- no 11 - Entr'acte, récit et air « L'orage s'est calmé » (Zurga)
- no 12 - Récit « Qu'ai-je vu ? » (Leïla, Zurga)

Duo « Je frémis, je chancelle » (Leïla, Zurga)
Scène « Entends au loin ce bruit de fête » (Leïla, Zurga)
2e tableauUn site sauvage
- no 13 - Chœur dansé « Dès que le soleil » (Nadir)
- no 14 - Scène et chœur « Sombres divinités » (Leïla, Nadir, Zurga, Nourabad)
- no 15 - Trio « Ô lumière sainte » (Leïla, Nadir, Zurga)
- no 16 - Final « Ce sont eux, les voici ! » (tous)

## Grands airs
- no 2 Duo « C'est toi qu'enfin je revois » - Zurga, Nadir (acte I)
- no 4 Romance de Nadir « Je crois entendre encore » (acte I)
- no 5 Air et chœur « Ô dieu Brahmâ » - Nadir, Leïla et chœur (acte I)
- no 7 Cavatine « Me voilà seule dans la nuit » - Leïla (acte II)
- no 8 Chanson « De mon amie, fleur endormie » - Nadir, Leïla (acte II)
- no 12 Duo « Je frémis, je chancelle » - Leïla, Zurga (acte III)
- no 14 Scène et chœur « Sombres divinités » - Personnages et chœur (acte III)

## Discographie et filmographie
- 1950 : Arthur Rother (dir.), Rita Streich (Leïla), Jean Löhe (Nadir), Dietrich Fischer-Dieskau (Zurga), Wilhem Lang (Nourabad). Choir und Orchester Des Rias Berlin, (Berlin 1950 réédition CD 2018). Walhall eternity serries. Premier enregistrement mondial (en allemand).
- 1950 : Onissim Bron (dir.), Nadezhda Kazantseva (Leïla), Sergeï Lemeshev (Nadir), Moscow Radio Symphony Orchestra, Chorus of the Moscow Radio. 2 CD Gala 2005 (en russe).
- 1953 : Jean Fournet (dir.), Pierrette Alarie (Leïla), Léopold Simoneau (Nadir), René Bianco (Zurga), Xavier Depraz (Nourabad). Orchestre des Concerts Lamoureux, Philips (réédition CD 1992 et Guild  2011).
- 1954 : André Cluytens (dir.), Martha Angelici, Leïla, Henri Legay, Michel Dens, Louis Noguera, Chœur et Orchestre de l’Opéra Comique. CD EMI Classics.
- 1955? : René Leibowitz (dir.), Mattiwilda Dobbs (Leïla), Enzo Serri, Jean Borthaire, Lucien Mans, Choir & Philharmonisches Orchester Paris. CD Gesamtaufnahme.
- 1959 : Oliviero de Fabritiis (dir.), Marcella Pobbe, Leïla, Ferruccio Tagliavini, Ugo Savarese, Carlo Cava, Teatro di San Carlo di Napoli. CD Walhall (en italien)
- 1959 : Manuel Rosenthal (dir.), Janine Micheau, Leïla, Alain Vanzo, Gabriel Bacquier, Lucien Lovano, Orchestre Radio-Lyrique et Choeur de la Radio Télévision Française. CD Gala.
- 1961 : Pierre Dervaux (dir.), Janine Micheau (Leïla), Nicolaï Gedda (Nadir), Ernest Blanc (Zurga), Jacques Mars (Nourabad). Chœurs et orchestre du Théâtre National de l'Opéra-Comique de Paris, EMI Classics (réédition CD 1988 et 2010).
- 1977 : Georges Prêtre (dir.), Ileana Cotrubas (Leïla), Alain Vanzo (Nadir), Guillermo Sarabia (Zurga), Roger Soyer (Nourabad). Chœur et Orchestre de l'Opéra de Paris, CD EMI.
- 1989 : Michel Plasson (dir.), Barbara Hendricks (Leïla), John Aler (Nadir), Gino Quilico (Zurga), Jean-Philippe Courtis (Nourabad). Chœur et Orchestre du Capitole de Toulouse, CD EMI.
- 1991 : Carlos Piantini (dir.), Allessandra Rufini, Leïla, Guissepe Morino, Bruno Pratico, Eduardo Abumradi, Orchestra Internationale d’Italia. CD Nuova.
- 2004 : Marcello Viotti (dir.), Pier Luigi Pizzi (mise en scène), Annick Massis, Leïla, Yasu Nakajima, Nadir, Luca Grassi, Zurga, Luigi de Donato, Nourabad, Teatro La Fenice de Venezia. DVD Dynamic (2014).
- 2008 : Brad Cohen (dir.), Rebecca Evans, Leïla, Barry Banks, Nadir, Simon Keenlyside, Zurga, Alastair Miles, Nourabad,Geoffrey Mitchell Choir, London Philharmonic Orchestra. CD Chandos. (extraits, 79').
- 2012 : Daniel Oren (dir.), Désirée Rancatore, Leïla, Celso Albelo, Nadir, Luca Grassi, Zurga, Alastair Miles, Nourabad, Orchestra Filarmonica Salerminata "Giuseppe Verdi", Coro del Teatro dell'Opera di Salerno. CD Brillant Classics.
- 2014 : Gabriele Ferro (dir.), Fabio Sparvoli (mise en scène), Patricia Ciofi, Leîla, Dmitry Korchak, Nadir, Dario Solari, Zurga, Roberto Tagliavini, Nourabad, Orchestra, Coro E Corpo di Ballo der Teatro di San Carlo. DVD et Blu-ray Unitel Classica.
- 2017 : Gianandrea Noseda (dir.), Matthew Diamond (mise en scène), Diana Damrau, Leïla, Matthew Polenzani, Nadir, Mariusz Kwiecien, Zurga, Nicolas Testé, Nourabad, The Metropolitan Opera Orchestra  and Chorus. DVD Warner Classics Erato.
- 2018 : Alexandre Bloch (dir), Julie Fuchs (Leîla), Cyrille Dubois (Nadir), Florian Sempey, (Zurga), Luc Bertin-Hugault, (Nourabad), Les cris de Paris, Orchestre National de Lille. Super audio CD Pentatone. Diapason d'or, Choc de Classica.

### Interprétation de Tino Rossi
L'un des airs les plus connus des Pêcheurs de perles de Bizet, La Romance de Nadir, a eu un interprète inattendu : il s'agit de Constantin (dit Tino) Rossi le plus célèbre des chanteurs de charme des années 30. Le chanteur ajaccien, à la voix de ténor léger, plus connu pour ses rengaines  populaires  (O' Catarinetta, La Boudeuse, Marinella, O signore cosa c'e, et plus tard Petit Papa Noël) et sa carrière cinématographique, a interprété, de façon convaincante, cet air du répertoire de l'opéra classique.
C'est cet enregistrement qui a servi de bande sonore à une séquence du film Laissez Passer de Bertrand Tavernier ; Il accompagne l'interminable et épuisant trajet à vélo au cours duquel résistant Jean Devaivre (interprété par Jacques Gamblin) pédale jusqu'à l'extrême épuisement pour rejoindre un maquis de la Résistance.

### Citations
1. ↑  « They are the regulation sopranos, tenors, etc., with their faces blacked ».
2. ↑  « rank[ed] right down there with the most appallingly inept of its kind ».
3. ↑  « a tenacity and concentration quite foreign to him in his Roman days ».